# Itanhangá Golf Club
De Itanhangá Golf Club is een golfclub in Rio de Janeiro, Brazilië. Het club werd opgericht in 1933 en heeft een 27-holes golfbaan met een par van 72.

## De baan
De golfbaan werd ontworpen door de golfbaanarchitect Stanley Thompson. Voor de golfers zijn er paar waterhindernissen (vijvers) aanwezig op de baan.

## Golftoernooien
- Brazil Rio de Janeiro 500 Years Open: 2000
- HSBC Brasil Cup: 2009-2012